# 1. etape af Giro d'Italia 2019
1. etape af Giro d'Italia 2019 var en 8,2 km lang enkeltstart i Bologna og blev afviklet den 11. maj 2019. 
Primož Roglič vandt etapen.

## Resultater

### Etaperesultat
| \| Etaperesultat \| Etaperesultat \| Etaperesultat \| Etaperesultat \| Etaperesultat \| \| Rytter \| Rytter \| Hold \| Tid \| \| \| ------------- \| ------------------ \| ---------------- \| ------------- \| ------------- \| \| 1. \| Primož Roglič \| Team Jumbo-Visma \| 12' 54" \| \| \| 2. \| Simon Yates \| Mitchelton-Scott \| + 19" \| \| \| 3. \| Vincenzo Nibali \| Bahrain-Merida \| + 23" \| \| \| 4. \| Miguel Ángel López \| Astana \| + 28" \| \| \| 5. \| Tom Dumoulin \| Team Sunweb \| + 28" \| \| \| 6. \| Rafał Majka \| Bora-Hansgrohe \| + 33" \| \| \| 7. \| Tao Geoghegan Hart \| Team Ineos \| + 35" \| \| \| 8. \| Laurens De Plus \| Team Jumbo-Visma \| + 35" \| \| \| 9. \| Bauke Mollema \| Trek-Segafredo \| + 39" \| \| \| 10. \| Damiano Caruso \| Bahrain-Merida \| + 40" \| \| |                    |                  |         |
| |                    |                  |         |
| Kilde: ProCyclingStats |                    |                  |         |
| Etaperesultat |                    |                  |         |
| Rytter | Rytter             | Hold             | Tid     |
| 1. | Primož Roglič      | Team Jumbo-Visma | 12' 54" |
| 2. | Simon Yates        | Mitchelton-Scott | + 19"   |
| 3. | Vincenzo Nibali    | Bahrain-Merida   | + 23"   |
| 4. | Miguel Ángel López | Astana           | + 28"   |
| 5. | Tom Dumoulin       | Team Sunweb      | + 28"   |
| 6. | Rafał Majka        | Bora-Hansgrohe   | + 33"   |
| 7. | Tao Geoghegan Hart | Team Ineos       | + 35"   |
| 8. | Laurens De Plus    | Team Jumbo-Visma | + 35"   |
| 9. | Bauke Mollema      | Trek-Segafredo   | + 39"   |
| 10. | Damiano Caruso     | Bahrain-Merida   | + 40"   |

## Klassementerne efter etapen

### Samlede stilling
| \| Samlede stilling \| Samlede stilling \| Samlede stilling \| Samlede stilling \| Samlede stilling \| \| Rytter \| Rytter \| Hold \| Tid \| \| \| ---------------- \| ------------------ \| ---------------- \| ---------------- \| ---------------- \| \| 1. \| Primož Roglič \| Team Jumbo-Visma \| 12' 54" \| \| \| 2. \| Simon Yates \| Mitchelton-Scott \| + 19" \| \| \| 3. \| Vincenzo Nibali \| Bahrain-Merida \| + 23" \| \| \| 4. \| Miguel Ángel López \| Astana \| + 28" \| \| \| 5. \| Tom Dumoulin \| Team Sunweb \| + 28" \| \| \| 6. \| Rafał Majka \| Bora-Hansgrohe \| + 33" \| \| \| 7. \| Tao Geoghegan Hart \| Team Ineos \| + 35" \| \| \| 8. \| Laurens De Plus \| Team Jumbo-Visma \| + 35" \| \| \| 9. \| Bauke Mollema \| Trek-Segafredo \| + 39" \| \| \| 10. \| Damiano Caruso \| Bahrain-Merida \| + 40" \| \| |                    |                  |         |
| |                    |                  |         |
| Kilde: ProCyclingStats |                    |                  |         |
| Samlede stilling |                    |                  |         |
| Rytter | Rytter             | Hold             | Tid     |
| 1. | Primož Roglič      | Team Jumbo-Visma | 12' 54" |
| 2. | Simon Yates        | Mitchelton-Scott | + 19"   |
| 3. | Vincenzo Nibali    | Bahrain-Merida   | + 23"   |
| 4. | Miguel Ángel López | Astana           | + 28"   |
| 5. | Tom Dumoulin       | Team Sunweb      | + 28"   |
| 6. | Rafał Majka        | Bora-Hansgrohe   | + 33"   |
| 7. | Tao Geoghegan Hart | Team Ineos       | + 35"   |
| 8. | Laurens De Plus    | Team Jumbo-Visma | + 35"   |
| 9. | Bauke Mollema      | Trek-Segafredo   | + 39"   |
| 10. | Damiano Caruso     | Bahrain-Merida   | + 40"   |

| Pointkonkurrence | Pointkonkurrence   | Pointkonkurrence | Pointkonkurrence | Pointkonkurrence |
| Rytter           | Rytter             | Hold             | Point            |                  |
| ---------------- | ------------------ | ---------------- | ---------------- | ---------------- |
| 1.               | Primož Roglič      | Team Jumbo-Visma | 15 point         |                  |
| 2.               | Simon Yates        | Mitchelton-Scott | 12 point         |                  |
| 3.               | Vincenzo Nibali    | Bahrain-Merida   | 9 point          |                  |
| 4.               | Miguel Ángel López | Astana           | 7 point          |                  |
| 5.               | Tom Dumoulin       | Team Sunweb      | 6 point          |                  |
| 6.               | Rafał Majka        | Bora-Hansgrohe   | 5 point          |                  |
| 7.               | Tao Geoghegan Hart | Team Ineos       | 4 point          |                  |
| 8.               | Laurens De Plus    | Team Jumbo-Visma | 3 point          |                  |
| 9.               | Bauke Mollema      | Trek-Segafredo   | 2 point          |                  |
| 10.              | Damiano Caruso     | Bahrain-Merida   | 1 point          |                  |

| Pointkonkurrence | Pointkonkurrence   | Pointkonkurrence | Pointkonkurrence | Pointkonkurrence |
| Rytter           | Rytter             | Hold             | Point            |                  |
| ---------------- | ------------------ | ---------------- | ---------------- | ---------------- |
| 1.               | Primož Roglič      | Team Jumbo-Visma | 15 point         |                  |
| 2.               | Simon Yates        | Mitchelton-Scott | 12 point         |                  |
| 3.               | Vincenzo Nibali    | Bahrain-Merida   | 9 point          |                  |
| 4.               | Miguel Ángel López | Astana           | 7 point          |                  |
| 5.               | Tom Dumoulin       | Team Sunweb      | 6 point          |                  |
| 6.               | Rafał Majka        | Bora-Hansgrohe   | 5 point          |                  |
| 7.               | Tao Geoghegan Hart | Team Ineos       | 4 point          |                  |
| 8.               | Laurens De Plus    | Team Jumbo-Visma | 3 point          |                  |
| 9.               | Bauke Mollema      | Trek-Segafredo   | 2 point          |                  |
| 10.              | Damiano Caruso     | Bahrain-Merida   | 1 point          |                  |

| Bjergkonkurrence | Bjergkonkurrence | Bjergkonkurrence | Bjergkonkurrence | Bjergkonkurrence |
| Rytter           | Rytter           | Hold             | Point            |                  |
| ---------------- | ---------------- | ---------------- | ---------------- | ---------------- |
| 1.               | Giulio Ciccone   | Trek-Segafredo   | 9 point          |                  |
| 2.               | Primož Roglič    | Team Jumbo-Visma | 4 point          |                  |
| 3.               | Simon Yates      | Mitchelton-Scott | 2 point          |                  |
| 4.               | Rafał Majka      | Bora-Hansgrohe   | 1 point          |                  |

| Bjergkonkurrence | Bjergkonkurrence | Bjergkonkurrence | Bjergkonkurrence | Bjergkonkurrence |
| Rytter           | Rytter           | Hold             | Point            |                  |
| ---------------- | ---------------- | ---------------- | ---------------- | ---------------- |
| 1.               | Giulio Ciccone   | Trek-Segafredo   | 9 point          |                  |
| 2.               | Primož Roglič    | Team Jumbo-Visma | 4 point          |                  |
| 3.               | Simon Yates      | Mitchelton-Scott | 2 point          |                  |
| 4.               | Rafał Majka      | Bora-Hansgrohe   | 1 point          |                  |

| Ungdomskonkurrence | Ungdomskonkurrence | Ungdomskonkurrence    | Ungdomskonkurrence | Ungdomskonkurrence |
| Rytter             | Rytter             | Hold                  | Tid                |                    |
| ------------------ | ------------------ | --------------------- | ------------------ | ------------------ |
| 1.                 | Miguel Ángel López | Astana                | 13' 22"            |                    |
| 2.                 | Tao Geoghegan Hart | Team Ineos            | + 7"               |                    |
| 3.                 | Laurens De Plus    | Team Jumbo-Visma      | + 7"               |                    |
| 4.                 | Hugh Carthy        | EF Education First    | + 19"              |                    |
| 5.                 | James Knox         | Deceuninck-Quick Step | + 29"              |                    |
| 6.                 | Pavel Sivakov      | Team Ineos            | + 33"              |                    |
| 7.                 | Mikkel Honoré      | Deceuninck-Quick Step | + 36"              |                    |
| 8.                 | Lucas Hamilton     | Mitchelton-Scott      | + 37"              |                    |
| 9.                 | Ben O'Connor       | Dimension Data        | + 44"              |                    |
| 10.                | Robert Power       | Team Sunweb           | + 45"              |                    |

| Ungdomskonkurrence | Ungdomskonkurrence | Ungdomskonkurrence    | Ungdomskonkurrence | Ungdomskonkurrence |
| Rytter             | Rytter             | Hold                  | Tid                |                    |
| ------------------ | ------------------ | --------------------- | ------------------ | ------------------ |
| 1.                 | Miguel Ángel López | Astana                | 13' 22"            |                    |
| 2.                 | Tao Geoghegan Hart | Team Ineos            | + 7"               |                    |
| 3.                 | Laurens De Plus    | Team Jumbo-Visma      | + 7"               |                    |
| 4.                 | Hugh Carthy        | EF Education First    | + 19"              |                    |
| 5.                 | James Knox         | Deceuninck-Quick Step | + 29"              |                    |
| 6.                 | Pavel Sivakov      | Team Ineos            | + 33"              |                    |
| 7.                 | Mikkel Honoré      | Deceuninck-Quick Step | + 36"              |                    |
| 8.                 | Lucas Hamilton     | Mitchelton-Scott      | + 37"              |                    |
| 9.                 | Ben O'Connor       | Dimension Data        | + 44"              |                    |
| 10.                | Robert Power       | Team Sunweb           | + 45"              |                    |

| Holdkonkurrence | Holdkonkurrence       | Holdkonkurrence | Holdkonkurrence |
| Hold            | Hold                  | Tid             |                 |
| --------------- | --------------------- | --------------- | --------------- |
| 1.              | Team Jumbo-Visma      | 40' 23"         |                 |
| 2.              | Bahrain-Merida        | + 15"           |                 |
| 3.              | Astana                | + 28"           |                 |
| 4.              | Mitchelton-Scott      | + 36"           |                 |
| 5.              | Bora-hansgrohe        | + 51"           |                 |
| 6.              | Team Sunweb           | + 54"           |                 |
| 7.              | Deceuninck-Quick Step | + 1' 06"        |                 |
| 8.              | EF Education First    | + 1' 06"        |                 |
| 9.              | Ineos                 | + 1' 09"        |                 |
| 10.             | UAE Team Emirates     | + 1' 26"        |                 |

| Holdkonkurrence | Holdkonkurrence       | Holdkonkurrence | Holdkonkurrence |
| Hold            | Hold                  | Tid             |                 |
| --------------- | --------------------- | --------------- | --------------- |
| 1.              | Team Jumbo-Visma      | 40' 23"         |                 |
| 2.              | Bahrain-Merida        | + 15"           |                 |
| 3.              | Astana                | + 28"           |                 |
| 4.              | Mitchelton-Scott      | + 36"           |                 |
| 5.              | Bora-hansgrohe        | + 51"           |                 |
| 6.              | Team Sunweb           | + 54"           |                 |
| 7.              | Deceuninck-Quick Step | + 1' 06"        |                 |
| 8.              | EF Education First    | + 1' 06"        |                 |
| 9.              | Ineos                 | + 1' 09"        |                 |
| 10.             | UAE Team Emirates     | + 1' 26"        |                 |